# Església dels Cordelièrs
L'església dels Cordelièrs és un temble en ruines situat a Tolosa de Llenguadoc. Es tracta de l'antiga església del convent dels Cordeliersi va quedar inutilitzada després d'un incendi el 1798; posteriorment va ser ocupada per l'administració militar fins al 1871, quan va ser devastada per un nou incendi.
Les ruïnes d'aquesta església estan catalogades com a monument històric des de 1862.

## Història
Els germans menors de l'orde de Sant Francesc, anomenats franciscans o Cordeliers, es van establir a Tolosa l'any 1222. Del segle xiii al XV, van construir el seu convent a l'espai entre els actuals carrers de les Leis, Collègi de Fois, Albert Lautmann i Deville. La seva església competia obertament amb la dels jacobins dels germans predicadors de Sant Domènec. Després de la basílica de Sant Serni era l'església més gran de Tolosa i la que tenia la volta més alta (25 m).
L'any 1577, durant les guerres de religió, els protestants van incendiar els edificis del convent. Després es reconstrueixen.
El 17 d'octubre de 1738, la volta de la nau, molt ampla, decorada amb frescos, s'ensorrà parcialment, malmetent les estàtues de Bachelier i d'altres artistes, i destruint els orgues. Es va fer una reconstrucció idèntica.
L'any 1794, durant la Revolució, el convent fou venut com a propietat nacional. El 1798 un incendi va ensorrar l'agulla del campanar i el 1834 s'hi va establir una estació de telègraf Chappe per a la línia Tolosa-Baiona. Els edificis de l'antic convent van servir de presó. L'any 1818, el convent va recaure en l'administració militar que el va convertir en un magatzem de farratge per a cavalls, principalment instal·lat a la gran nau de l'església. L'església podia emmagatzemar més de 9.000 quintals de farratge, i la mateixa quantitat de civada.

### La destrucció delseglexix

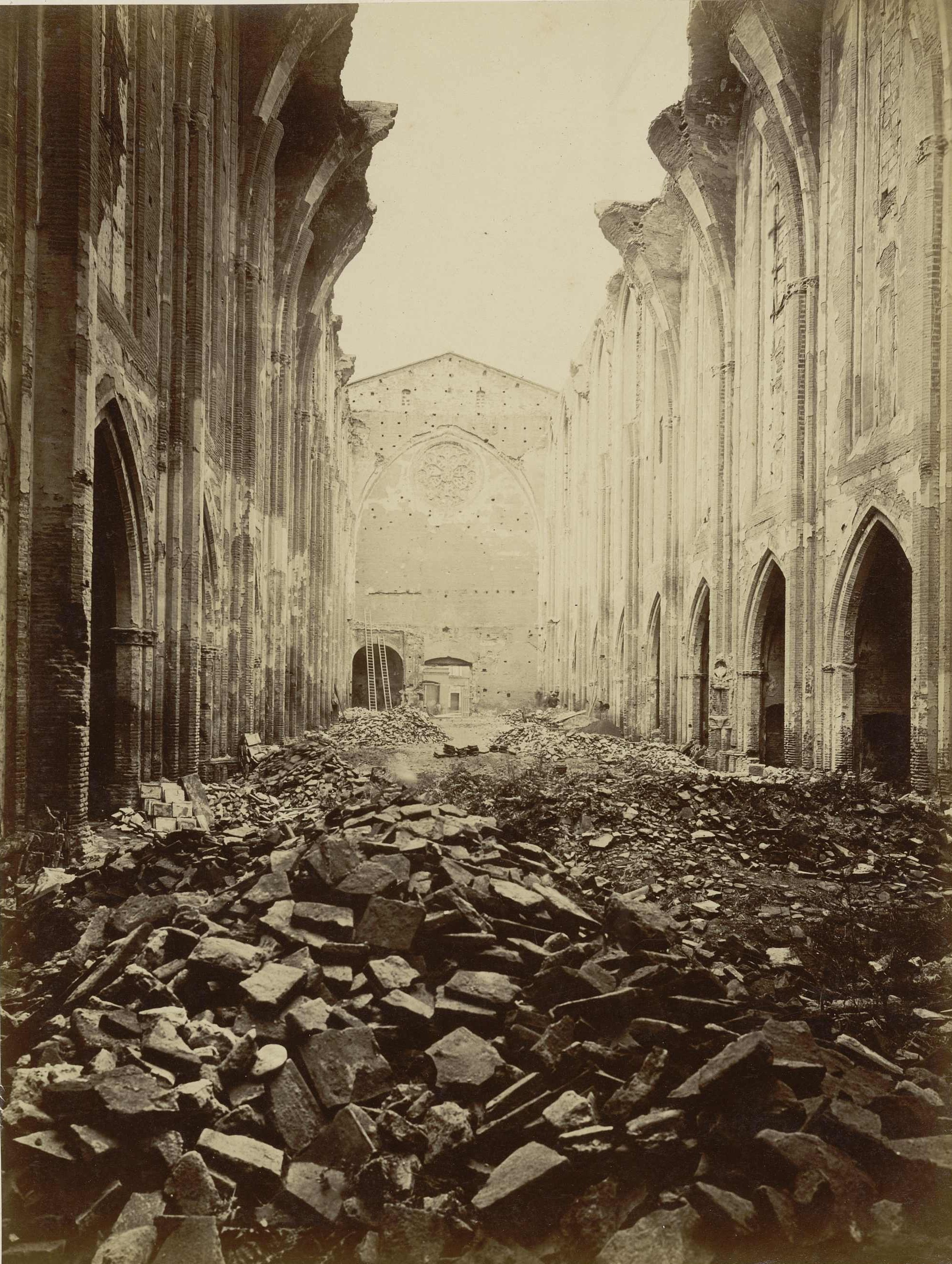
Interior de la nau després de l'incendi de 1871.

La nit del 23 al 24 de març de l'any 1871, es va calar foc als munts de palla i farratge. Les flames es van estendre ràpidament i van arrasar totalment la nau. El que va quedar en peus va ser destruït l'any 1873, i el campanar, que es va salvar, es va vendre a un fonedor de perdigons per a escopeta.
De l'església només en resta avui el campanar i l'inici dels arcs del portal sud de l'església, reconstituïts, encara visibles al carrer del Collègi de Fois. La sala capitular i la sagristia també es van conservar. Elements d'escultura, capitells, claus de volta, etc. van ser recuperats, sobretot per Alexandre Du Mège, i reunits al Museu dels Augustins, incloent una sèrie de quinze gàrgoles molt belles del claustre.
El Museu Paul-Dupuy conserva un tapís d'altar de l'església dels Cordelièrs, una de les rares obres mestres tèxtils que han arribat fins als nostres dies.

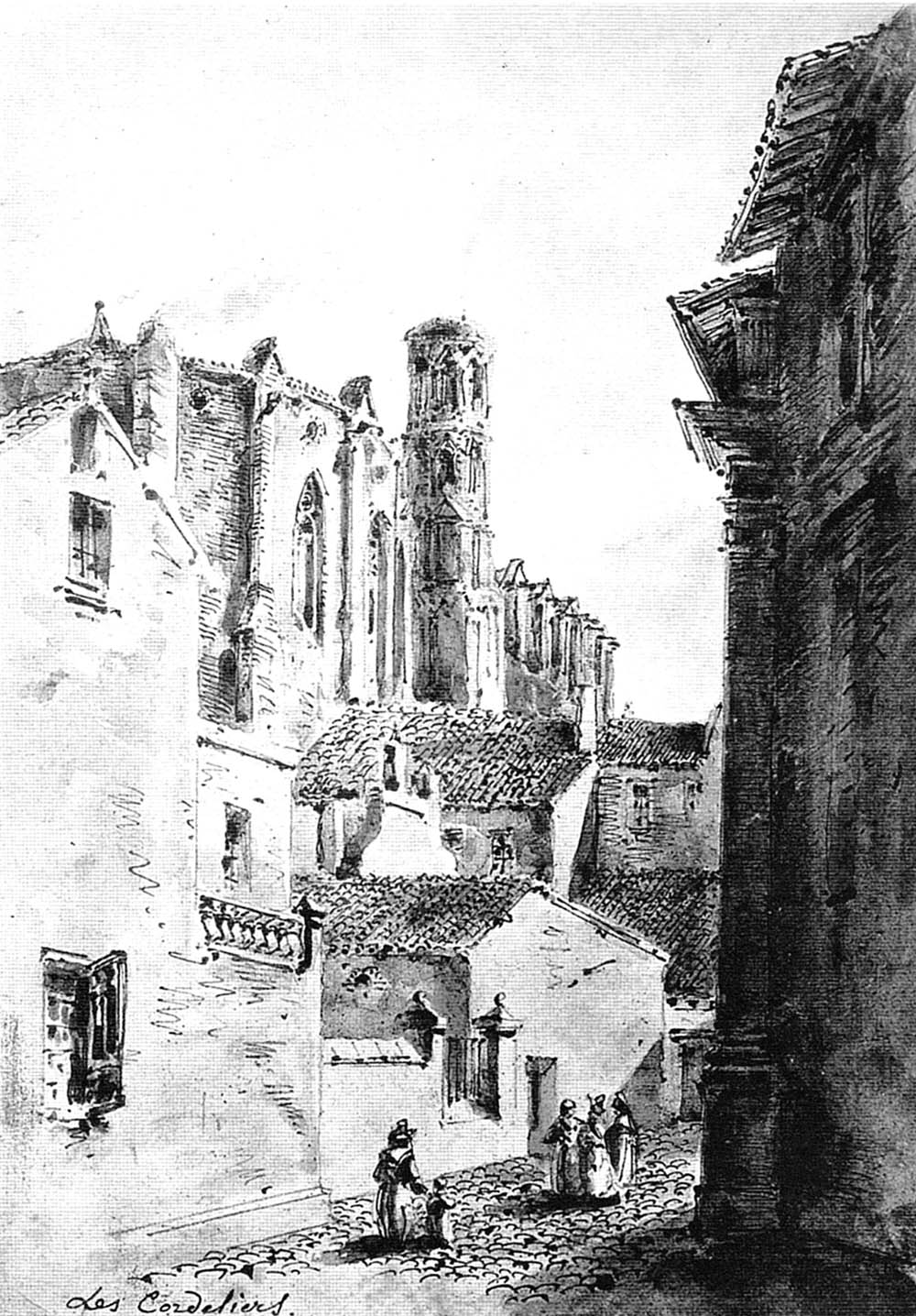
Un dels dibuixos de Mazzoli.

Tapís d'altar de l'església dels Cordelièrs conservat al Museu Paul-Dupuy.

Documents que daten d'abans de l'enderrocament donen una idea de l'aspecte de l'església. La principal font al respecte són els dibuixos que Ferdinand Mazzoli (1821-1893) va fer per a l'obra Le Vieux Toulouse disparu; també són útils les plaques fotogràfiques que existeixen amb imatges de l'edifici (Museu de la Tolosa Vella).

## El temple

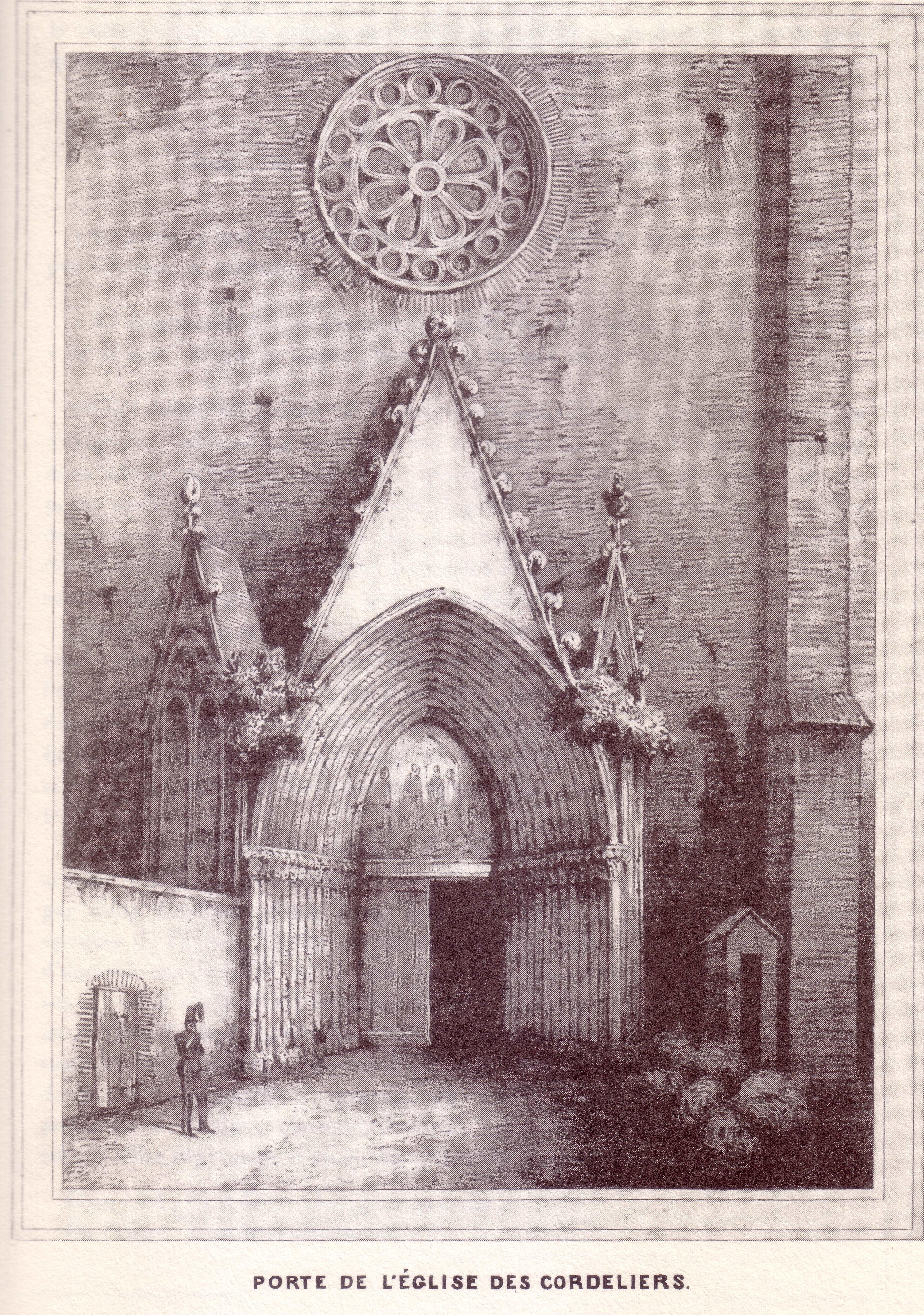
Portas de la façana principal pels volts de 1850.

L'església va ser construïda a principis del segle XIV. Esta dedicada a la Mare de Déu, amb sant Francesc d'Assís i sant Lluís de Nàpols, bisbe de Tolosa (1296-1297), com a patrons secundaris. Té 86 metres de llarg per 26 d'amplada. L'alçada des del terra fins al capcer era de 30 m. La nau interior tenia una decoració pintada a manera de pedra tallada, traçada amb fils de color marró vermellós sobre un fons groc clar. Les escenes pintades ocupaven els murs de les capelles.

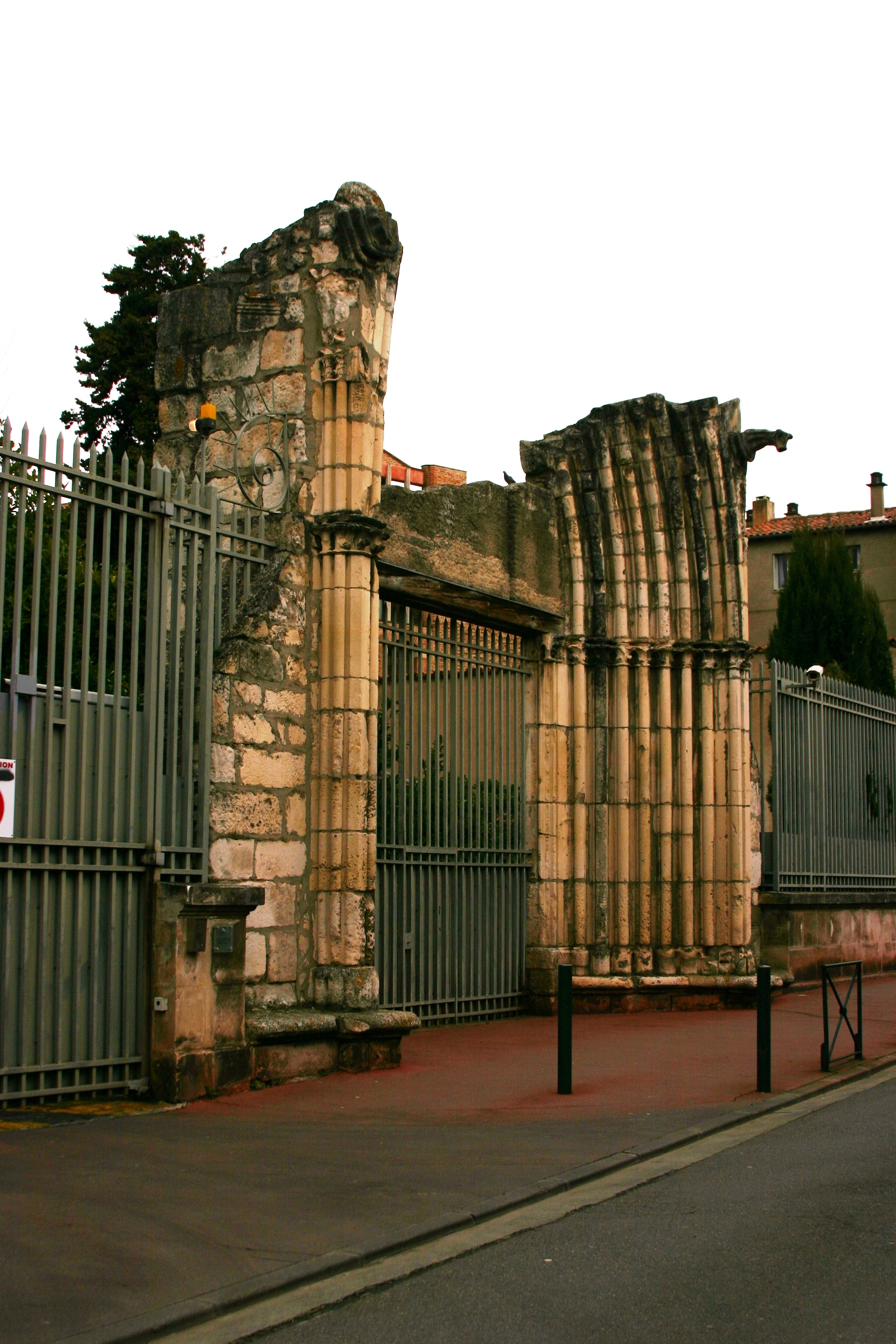
Estat actual de la porta.

La façana, situada a l'antic carrer dels Cordeliers (actual carrer Deville) era un mur alt de maó de 26 m d'ample per 30 m d'alçada, travessat per una rosassa. La porta, tota de pedra, formava un ressalt d'un metre aproximadament. Estava rematada per un gran frontó triangular, flanquejada per dos frontons laterals més petits i estrets. Es podia llegir a sobre de la porta principal aquest lema una mica presumptuós: Durabit donec fluctus formica marinos / Ebibat, et totum testudo perambulet orbem ("durarà fins que la formiga hagi begut el mar, i la tortuga hagi fet la volta a la terra").

### Cripta
És sota la capella de Rius, o almenys a prop, on hi havia una cripta destinada a servir de lloc de sepultura. De seguida es va poder comprovar que els cossos allí dipositats es momificaven i es conservaven en força bon estat. A partir d'aleshores tots els Tolosans van voler dipositar-hi els seus difunts i van constituir-hi una galeria d'avantpassats visitable. Els cossos es trobaven recolzats a les parets, i en un racó s'hi amuntegaven fragments humans, braços, cames, caps. Segons sembla, també hi era enterrada la Bella Paula, famosa per la seva bellesa fins al punt d'haver-se convertit en vida en una llegenda a Tolosa. Segons relats posteriors, com que les dones no podien visitar la cripta, algunes dames tolosanes, atretes per la curiositat, van aconseguir que se'ls retornés el cos de la Bella Paula. Quan van tenir el cos fora de la cripta, es va esmicolar i es va convertir en pols, deixant-ne només l'esquelet.
Una memòria llegida a l'Acadèmia de Ciències per M. de Puymaurin, l'any 1784, descrivia aquesta cripta com a una sala ovalada de 18 peus per 12, la volta de la qual estava sostinguda per un pilar central. S'hi accedia per un passadís que seguia després d'una escala que començava al claustre
Existeix també una llegenta, amb múltiples versions, sobre un jove cordelièr temerari que, desafiat per uns companys, va anar sol en plena nit a la cripta. Com a prova d'haver-ho fet, havia de clavar un clau a la tapa d'un taüt, cosa que va fer. Però quan era a punt de marxar es va sentir frenat per una mà invisible, sens dubte la del mort que havia pertorbat el descans. Per molt que volgués, la mà no el deixava anar. Els seus companys van trobar el seu cos al matí, havia mort de terror. En la seva febre folla, no s'havia adonat que havia clavat el clau al taüt agafant també la seva pròpia màniga.